# 우전마을
우전마을(牛田마을)은 대한민국 경상남도 함양군 서하면 봉전리에 있는 마을이다. 뜻은 소와 밭이 많았다는 뜻을 가졌다. 우전마을에는 황석산이 있고, 정상에 올라가면 황석산성과 낭떠러지가 있다. 우전마을에 사는 사람들의 이야기를 들으면 옛 조선 임진왜란때 조선군과 왜군이 싸웠다는 말도 있고, 국군과 인민군이 전투를 벌였다는 말도 있다. 황석산은 등산객에게도 인기가 있어 올라오러 오기도 한다.